# Джим Фокс (хокеїст)
Джим Фокс (англ. Jim Fox; нар. 18 травня 1960, Нікель Центр) — колишній канадський хокеїст, що грав на позиції крайнього нападника. Грав за збірну команду Канади.
Провів понад 500 матчів у Національній хокейній лізі.

## Ігрова кар'єра
Хокейну кар'єру розпочав 1976 року.
1980 року був обраний на драфті НХЛ під 10-м загальним номером командою «Лос-Анджелес Кінгс».
Усю професійну клубну ігрову кар'єру, що тривала 11 років, провів, захищаючи кольори команди «Лос-Анджелес Кінгс».
Загалом провів 600 матчів у НХЛ, включаючи 22 гри плей-оф Кубка Стенлі.
Виступав за збірну Канади.

## Статистика
| Сезон        | Клуб                 | Ліга         | Регулярний сезон | Регулярний сезон | Регулярний сезон | Регулярний сезон | Регулярний сезон | Плей-оф | Плей-оф | Плей-оф | Плей-оф | Плей-оф |
| Сезон        | Клуб                 | Ліга         | І                | Г                | П                | О                | ШХ               | І       | Г       | П       | О       | ШХ      |
| ------------ | -------------------- | ------------ | ---------------- | ---------------- | ---------------- | ---------------- | ---------------- | ------- | ------- | ------- | ------- | ------- |
| 1976–77      | «Норт-Бей Трепперс»  | ОЮХЛ         | 38               | 44               | 64               | 108              | 4                | —       | —       | —       | —       | —       |
| 1977–78      | «Оттава 67-і»        | OMJHL        | 59               | 44               | 83               | 127              | 12               | —       | —       | —       | —       | —       |
| 1978–79      | «Оттава 67-і»        | OMJHL        | 53               | 37               | 66               | 103              | 4                | —       | —       | —       | —       | —       |
| 1979–80      | «Оттава 67-і»        | OMJHL        | 52               | 65               | 101              | 166              | 30               | —       | —       | —       | —       | —       |
| 1980–81      | «Лос-Анджелес Кінгс» | НХЛ          | 71               | 18               | 24               | 42               | 8                | 4       | 0       | 1       | 1       | 0       |
| 1981–82      | «Лос-Анджелес Кінгс» | НХЛ          | 77               | 30               | 38               | 68               | 23               | 9       | 1       | 4       | 5       | 0       |
| 1982–83      | «Лос-Анджелес Кінгс» | НХЛ          | 77               | 28               | 40               | 68               | 8                | —       | —       | —       | —       | —       |
| 1983–84      | «Лос-Анджелес Кінгс» | НХЛ          | 80               | 30               | 42               | 72               | 26               | —       | —       | —       | —       | —       |
| 1984–85      | «Лос-Анджелес Кінгс» | НХЛ          | 79               | 30               | 53               | 83               | 10               | 3       | 0       | 1       | 1       | 0       |
| 1985–86      | «Лос-Анджелес Кінгс» | НХЛ          | 39               | 14               | 17               | 31               | 2                | —       | —       | —       | —       | —       |
| 1986–87      | «Лос-Анджелес Кінгс» | НХЛ          | 76               | 19               | 42               | 61               | 48               | 5       | 3       | 2       | 5       | 0       |
| 1987–88      | «Лос-Анджелес Кінгс» | НХЛ          | 68               | 16               | 35               | 51               | 18               | 1       | 0       | 0       | 0       | 0       |
| 1989–90      | «Лос-Анджелес Кінгс» | НХЛ          | 11               | 1                | 1                | 2                | 0                | —       | —       | —       | —       | —       |
| Усього в НХЛ | Усього в НХЛ         | Усього в НХЛ | 578              | 186              | 293              | 479              | 143              | 22      | 4       | 8       | 12      | 0       |